# Teewah Beach
Teewah Beach är en strand i Australien. Den ligger i delstaten Queensland, omkring 130 kilometer norr om delstatshuvudstaden Brisbane. Teewah Beach ligger vid sjön Lake Cootharaba. Genomsnittlig årsnederbörd är 1 898 millimeter. Den regnigaste månaden är januari, med i genomsnitt 360 mm nederbörd, och den torraste är september, med 41 mm nederbörd.